# 芝加哥披薩
芝加哥披薩（英語：Chicago-style pizza），又稱深盤披薩（英語：Deep-dish pizza）、厚底薄餅、番茄批，是一種發源於美國芝加哥的特色披薩，與一般的披薩相比，它的厚度特別的厚，達5公分。目前尚沒有足夠的文獻來確定誰發明了芝加哥風格的深盤披薩。
深盤披薩是用鐵鍋或圓形鋼鍋烤製的，外型顯得更像派或餡餅，中間填滿餡料與大量起司。